# Schoepfia harrisii
Schoepfia harrisii är en tvåhjärtbladig växtart som beskrevs av Ignatz Urban. Schoepfia harrisii ingår i släktet Schoepfia och familjen Schoepfiaceae. Inga underarter finns listade i Catalogue of Life.